# アカシアの夢
「アカシアの夢」（アカシアのゆめ）は、テレサ・テンの日本での6枚目のシングル曲である。1975年10月21日にポリドール・レコード（レコード品番：DR 1985）からLP盤形式でリリースされた。また、テレサ自身によって、「問自己」というタイトルで中国語版としてもカバーされた。

## 概要
タイトル曲「アカシアの夢」は山上路夫が作詞、井上忠夫が作曲を務めている。カップリング曲「満ち潮」は猪俣公章が作曲を務めている。デビュー曲から本楽曲まで佐々木幸男がプロデューサー、武藤義がジャケット撮影を務めている。演奏はケニー・ウッド・オーケストラが担当。

## 収録曲
1. アカシアの夢 [4:20]
作詞：山上路夫、作曲：井上忠夫、編曲：森岡賢一郎
2. 満ち潮 [3:38]
作詞：山上路夫、作曲：猪俣公章、編曲：小谷充

## カバー
- 石原詢子（2014年、CD-BOX『石原詢子 時代のうた』に収録。）